# Сумасшедший медовый месяц
«Сумасшедший медовый месяц» (англ. Honeymoon Academy) — американская комедия 1990 года режиссёра Джина Квинтано.
Премьера состоялась 6 апреля 1990 года в Португалии.

## Сюжет
Любовь с первого взгляда поразила молодого человека по имени Шон, когда однажды в библиотеке он встретил молодую девушку по имени Крис. И уже через несколько минут прозвучало страстное объяснение в любви, за которым последовало предложение руки и сердца. 
Крис, конечно же, была ошеломлена столь яростным натиском, но отваги ей тоже не занимать: недаром она работала в специальном туристическом бюро, под вывеской которого скрывалась международная секретная спецслужба, занимающаяся поиском самых разных преступников всемирного масштаба — от фальшивомонетчиков до наркомафиози. 
Впрочем, обо всём этом Шон, естественно, не знал, а потому в момент свадьбы предвкушал прелести медового месяца, который молодожёны запланировали провести в Испании. Крис, наконец-то, уволилась с надоевшей ей работы, и новоиспечённые супруги отправились за океан...

## В ролях
- Ким Кэттролл — Крис Нельсон
- Роберт Хейз — Шон
- Кристофер Ли — Лазос
- Джонатан Бэнкс — Питт
- Ли Тейлор-Янг — миссис Кент
- Дорис Робертс — миссис Нельсон

## Интересные факты
- Джин Квинтано, выступивший режиссёром фильма, написал к нему сценарий. Он также известен такими работами, как «Заряженное оружие», «Копи царя Соломона», «Полицейская академия 3: Переподготовка»
- На главную женскую роль была утверждена Ким Кэттролл, известная по фильму «Полицейская академия» и получившая позже мировую известность благодаря роли Саманты Джонс в сериале «Секс в большом городе»
- Съёмки продолжались с середины мая по август 1988 года в Испании

## Премьера и мировой релиз
Португалия — 6 апреля 1990 года — премьера

 США — 11 мая 1990 года

 Венгрия — 4 сентября 1992 года